# Saikaku Ichidai Onna
Saikaku Ichidai Onna (西鶴一代女, La vida d'Oharu) és una pel·lícula japonesa de 1952, dirigida pel director japonès Kenji Mizoguchi. Està basada en el llibre Kōshoku Ichidai Onna (好色一代女, 1686), La vida d'una dona galant, d'Ihara Saikaku. En la pel·lícula Mizoguchi explica la vida d'Oharu amb un llenguatge contemplatiu, implacable i tendre, d'una intensitat emocional punyent.

## Argument
Narra la vida d'O-Haru, una dona que viu en el Japó del segle xvii, que és venuda pel seu pare com geisha. S'enamora d'un camperol, però aquest és ajusticiat, ja que no tenia dret a posar els ulls en una dona com ella. O-Haru sofrirà diverses peripècies i la seva vida acabarà en un bordell.

## Comentaris
És una de les pel·lícules més cèlebres del director japonès Kenji Mizoguchi. Va obtenir el Lleó d'Or en el Festival Internacional de Cinema de Venècia el 1952. En la pel·lícula, Mizoguchi planteja tots els elements que caracteritzen la seva cinematografia, la seva consciència social, la rebel·lió davant la injustícia, i la seva reivindicació del paper de la dona en la societat japonesa. Aquesta pel·lícula està motivada entre altres coses pel desig de Mizoguchi de recordar a la seva germana que, com O-Haru, va ser venuda pel seu pare.